# Liste der Kulturgüter in Blenio
Die Liste der Kulturgüter in Blenio enthält alle Objekte in der Gemeinde Blenio im Kanton Tessin, die gemäss der Haager Konvention zum Schutz von Kulturgut bei bewaffneten Konflikten, dem Bundesgesetz vom 20. Juni 2014 über den Schutz der Kulturgüter bei bewaffneten Konflikten sowie der Verordnung vom 29. Oktober 2014 über den Schutz der Kulturgüter bei bewaffneten Konflikten unter Schutz stehen.
Objekte der Kategorien A und B sind vollständig in der Liste enthalten, Objekte der Kategorie C fehlen zurzeit (Stand: 1. Januar 2023).

## Kulturgüter
| Foto |                                                                                        | Objekt | Kat. | Typ | Standort                                        | Beschreibung |
| ---- | -------------------------------------------------------------------------------------- | --- | ---- | --- | ----------------------------------------------- | ------------ |
| ja   | Datei hochladen · Wikidata zu Pfarrkirche San Martino (Q3671054)                       | Pfarrkirche San Martino / Chiesa parrocchiale di San Martino KGS-Nr.: 05650                               | A    | G   | Olivone, Via Chiesa San Martino 715284 / 154256 |              |
| BW   | Datei hochladen · Wikidata zu Pfarrkirche San Vittore Mauro (Q55414685)                | Pfarrkirche San Vittore Mauro / Chiesa parrocchiale di San Vittore Mauro KGS-Nr.: 05232                   | B    | G   | Aquila, Via Cantonale 715856 / 151402           |              |
| BW   | Datei hochladen · Wikidata zu Oratorium Sant’Anna in Grummarone (Q3884782)             | Oratorium Sant’Anna in Grummarone / Oratorio di Sant’Anna a Grumarone KGS-Nr.: 05234                      | B    | G   | Aquila, Via Ponte Romano 715773 / 151124        |              |
| BW   | Datei hochladen · Wikidata zu Oratorium Santa Caterina in Ponto Aquilesco (Q117216968) | Oratorium Santa Caterina in Ponto Aquilesco / Oratorio di Santa Caterina a Ponto Aquilesco KGS-Nr.: 05235 | B    | G   | Aquila, Ponto Aquilesco 715809 / 152221         |              |
| BW   | Datei hochladen · Wikidata zu Oratorium San Colombano (Q3667809)                       | Oratorium San Colombano / Oratorio di San Colombano KGS-Nr.: 05651                                        | B    | G   | Olivone, Scona 714170 / 154128                  |              |
| BW   | Datei hochladen · Wikidata zu Museo di San Martino (Q27479841)                         | Museum San Martino / Museo di San Martino KGS-Nr.: 05652                                                  | B    | S   | Olivone, Cà da Rivöi 715250 / 154277            |              |
| BW   | Datei hochladen · Wikidata zu Haus Martinali (Q29884066)                               | Haus Martinali / Casa Martinali KGS-Nr.: 05653                                                            | B    | G   | Olivone, Tüll 15 713966 / 154143                |              |
| BW   | Datei hochladen · Wikidata zu Haus Bolla (Q29884063)                                   | Haus Bolla / Casa Bolla KGS-Nr.: 05654                                                                    | B    | G   | Olivone, Lavorceno 8 714916 / 154127            |              |
| BW   | Datei hochladen · Wikidata zu Oratorium San Rocco (Q117218198)                         | Oratorium San Rocco / Oratorio di San Rocco KGS-Nr.: 05655                                                | B    | G   | Olivone, Via Vincenzo Dalberti 715331 / 154739  |              |
| BW   | Datei hochladen · Wikidata zu Oratorium San Bartolomeo (Q117218258)                    | Oratorium San Bartolomeo / Oratorio di San Bartolomeo KGS-Nr.: 05656                                      | B    | G   | Olivone, Via Sallo 715675 / 153455              |              |
| BW   | Datei hochladen · Wikidata zu Oratorium Madonna delle Grazie (Q117218300)              | Oratorium Madonna delle Grazie / Oratorio della Madonna delle Grazie KGS-Nr.: 05657                       | B    | G   | Olivone, Sommascona 713353 / 154048             |              |
| ja   | Datei hochladen · Wikidata zu Villa Centralone (Q29884088)                             | Villa Centralone KGS-Nr.: 05658                                                                           | B    | G   | Olivone, Via Chiesa San Martino 715183 / 154119 |              |
| BW   | Datei hochladen · Wikidata zu Oratorium San Salvatore (Q117217925)                     | Oratorium San Salvatore / Oratorio di San Salvatore KGS-Nr.: 05754                                        | B    | G   | Torre, Castel Curterio 716345 / 150009          |              |
| BW   | Datei hochladen · Wikidata zu Pfarrkirche Santo Stefano (Q29884069)                    | Pfarrkirche Santo Stefano / Chiesa parrochiale di Santo Stefano KGS-Nr.: 05755                            | B    | G   | Torre, Via Chiesa Santo Stefano 716334 / 149561 |              |
| BW   | Datei hochladen · Wikidata zu Biblioteca Vincenzo D'Alberti (Q27479840)                | Biblioteca Vincenzo D’Alberti KGS-Nr.: 09359                                                              | B    | S   | Olivone, Via Chiesa San Martino 715255 / 154238 |              |
| ja   | Datei hochladen · Wikidata zu Cima Norma (Q29884072)                                   | Cima Norma KGS-Nr.: 10260                                                                                 | B    | G   | Torre, Strada Vecchia 100 716459 / 150119       |              |
| BW   | Datei hochladen · Wikidata zu Kapelle San Francesco (Q29884060)                        | Kapelle San Francesco / Cappella di San Francesco KGS-Nr.: 11929                                          | B    | G   | Torre, Strade Vecchia 716137 / 150101           |              |
| BW   | Datei hochladen · Wikidata zu Burgruine Curtero (Q29884086)                            | Mittelalterliche Burgruine Curtero / Ruderi del castello medievale di Curtero KGS-Nr.: 12023              | B    | F   | Torre, Ingerio 716524 / 149980                  |              |